# Kovács Júlia (üvegtervező)
Kovács Júlia (más szövegekben Kovács Julianna, Szeged-Alsóváros, 1947. október 19. – 2021.) Ferenczy Noémi-díjas üvegtervező iparművész.
A szegedi Tömörkény István Gimnázium kerámia szakának elvégzése után az Iparművészeti Főiskola üveg tanszékén szerzett diplomát 1972-ben. Mesterének Litkey Józsefet és Báthory Júliát tekinti. Végzés után, 1972 és 1979 között a Nagykanizsai, majd a Salgótarjáni Üveggyár tervezője lett, 1980-tól önálló alkotó. Férje Szilágyi András szintén üvegtervező iparművész, akivel Dömsödön élnek.
Pályakezdőként nagy sikert aratott funkcionális üvegdesign termékeivel. Az Első Szilikátipari Formatervezési Triennálé díja után a Valenciai Nemzetközi Design Kiállításon is díjat nyert terveivel 1980-ban. A hetvenes évek végétől folyamatosan számos építészeti megrendelést teljesített. Sajátos technikáit különlegesen nagyméretű síküveg táblák megmunkálásához is használja. 1992-ben Szilágyi Andrással közösen életmű-kiállítást szervezett Báthory Júliának, majd 2000. szeptember 10-én megnyitott a Báthory Júlia Üveggyűjtemény. Haláláig ápolta a művésznő örökségét, és a La Girouette Stúdiót is működtette.

## Technikai újításai
A nyolcvanas évektől technológiai kísérletek eredményeként különleges hinterglas – technikát kezd alkalmazni, mellyel különböző méretekben, eltérő témákat dolgoz fel. Keramikusi múltját kamatoztatva az üveg és kerámia együttes alkalmazásának új területeit tárta fel "kerámia-üveg reliefjei" révén.
Nagyméretű építészeti üvegeit személyes, képzőművészeti szemlélet, természeti formákból absztrahált ábrázolás, a homokfúvás, savazás és festés technikájának együttes alkalmazása jellemzi. Az üveg meleg formálásán alapuló művészete keramikus múltjából csakúgy ered, mint Szeged Alsóvárosának sajátos atmoszférájából, amely különös erejével Bálint Sándor, vagy Temesi Ferenc írásait, Dinnyés János dalait csakúgy meghatározta.
Kovács Júlia a homokfúvást, mint művészi eszközt, egy Báthory Júliától eltérő megközelítésében alkalmazza. Nála a homokfúvás nem annyira szobrászi értelemben jelenik meg, hanem vagy nagyvonalú festői kompozíció részeként, vagy szinte rézkarc finomságú grafikaként. A Báthory Júlia lágy emulzióját alkalmazó homokfúvást tovább fejlesztve, a savazás technikájával ötvözve már a ’70-es évektől alkalmazza ezt a módszert.

## Legújabb munkák
Egyéni samott-üveg képeinél az üveg anyagának festői és a kerámia szobrászi alkalmazása egyszerre érvényesül. A kerámia és üveg együttes alkalmazásánál rendkívül nehéz e két anyag eltérő tulajdonságait egyeztetni. Kovács Júlia kerámikusi múltja és több évtizedes kísérleteinek eredménye viszont erre nyújt a megoldást.
Utolsó munkáin Kovács Júlia egy új, meleg körülmények között létrejövő üveg-anyag kikísérletezésén fáradozott. A technika révén a Tiffany üveghez hasonló felület jön létre, de tudatosan megkomponált módon. Ezáltal nem az üveget festi, hanem az üveg anyagával fest. Természetből vett formák, mikroszkopikus metszetek és színek jelennek meg ezeken a képeken. Szitatechnológiával készített "Szellem-kép" sorozata, „Reneszánsz” és „Turini” pannói új utakat nyitott üvegfestészetében és a szitafestés építészeti alkalmazásában is.

## Díjak
- 1974 Folklór a Művészetben, Kecskemét II. díj
- 1975 a Házgyári Konyha program díja, ma is gyártják az általa tervezett citromfacsaró, almareszelő és hőálló tea- és tejforralót
- 1977 az 1. Kecskeméti Szilikátipari Formatervezési Triennálé díja
- 1980 Valenciai Nemzetközi Design Kiállítás díja
- 1987 Terítési Kultúra kollektív II. díj
- 1988 Terítési Kultúra kollektív I. díj
- 1992 Pro Arte Vitraria díj
- 2008 Ferenczy Noémi-díj

## Fontosabb kiállítások
- 1980 Valencia Design kiállítás
- 1992 Iparművészeti Múzeum (Szilágyi Andrással)
- 1995 Józsefvárosi Galéria (Minya Máriával és Szilágyi Andrással)
- 1996 a vigántpetendi Plébánia Galéria (Szilágyi Andrással)
- 2000 Altamirától a Graffitiig, a KIPE 13 kiállítása, a budapesti Vigadó Galériában és Kecskeméten
- 2002 Az Üveg Jelentése, Iparművészeti Múzeum
- 2003 Vigadó Galéria (Szilágyi Andrással közösen)
- 2008 Újlipótvárosi Klubgaléria (Szilágyi Andrással közösen)

A KIPE 13 tagja, minden jelentős hazai kollektív kiállításon részt vesz.

## Jelentősebb köztéri művei
- 1975 Szeged, Új Hungária Szálló, homokfúvott üvegajtók (170 x 80 cm)
- 1977 Eger, Hotel Eger, homokfúvott üvegajtók (180 x 70 cm)
- 1980 Szeged, Vezetőképző, savazott termopán üvegfal (270 x 110 cm, 5 elem)
- 1982 Balatonalmádi, ÜM üdülő, homokfúvott termopán üvegfal (270 x 115 cm, 8 elem)
- 1987 Verseg, Chemolimpex Vendégház, Podmaniczky-kastély, lámpabúrák, ajtók
- 1987–89 Hódmezővásárhely, hódmezővásárhelyi zsinagóga, (Szilágyi Andrással), üvegablak-rekonstrukció (50 m², Szilágyi Andrással)
- 1989 Szegvár, Károlyi-kastély ólmozott üvegablakok
- 1990 Keszthely, Abbázia Hotel, ólmozott üvegablak
- Keszthely, Apostolok Étterem, színes ólomüveg (Szilágyi Andrással közösen)
- 1990 Nagymágocs, Károlyi-kastély, ólmozott ablakok rekonstrukciója
- 1995 Alsópáhok, Kolping Vendégház, kerámia táblák, ajándéktárgyak
- 1995 Óföldeák, római katolikus templom üvegablaka restaurálása (Szilágyi András tervei alapján)
- Hódmezővásárhely, református Öregtemplom üvegablak restauráció (Szilágyi Andrással, 1200 cm x 110 cm)
- 1999 a debreceni Egyetemi Ifjúsági Központ üveg mellvédjei (Szilágyi Andrással közösen)
- 1999 – 2001 a 30.,31., és 32. Magyar Filmszemle diákzsűrijének fődíj-plakettjei
- 2001 a Zwack Unikum Rt. ajándéktárgy pályázata
- 2003 Dömsöd, a Magyar Korona gyógyszertár ablakai és homlokzati üveg-elemei (Szilágyi Andrással közösen)
- 2003 Győr-Kisbácsa, római katolikus templom üvegablakai (Szilágyi Andrással közösen)
- 2008 Uszodai üvegfal és fríz, Budapest, Óbuda (magánmegrendelés)